# Agnieszka Paziewska
Agnieszka Paziewska – dr hab. nauk medycznych, była profesor Centrum Medycznego Kształcenia Podyplomowego oraz profesor uczelni, Instytutu Nauk o Zdrowiu Wydziału Nauk Medycznych i Nauk o Zdrowiu Uniwersytetu Przyrodniczo-Humanistycznego w Siedlcach.

## Kariera naukowa
Ukończyła studia na Uniwersytecie Warszawskim, na Wydziale Biologii, na kierunku mikrobiologia. Następnie w 2005 roku uzyskała stopień doktora nauk medycznych w Centrum Medycznym Kształcenia Podyplomowego. Habilitację uzyskała w 2019 roku, prezentując jako osiągnięcie naukowe „Badania wielkoskalowe w poszukiwaniu genetycznych modyfikatorów ryzyka wybranych chorób autoimmunologicznych oraz biomarkerów raka gruczołu krokowego” Od 2000 roku jest zatrudniona w Centrum Medycznym Kształcenia Podyplomowego. Obecnie, od 2020 roku, w Zakładzie Neuroendokrynologii Klinicznej prowadzi projekty związane z nieswoistymi chorobami zapalnymi jelit, guzami neuroendokrynnymi i gruczolakorakami przewodu pokarmowego oraz cukrzycą. W 2021 roku rozpoczęła pracę na Wydziale Nauk Medycznych i Nauk o Zdrowiu w Instytucie Nauk o Zdrowiu, Uniwersytetu Przyrodniczo-Humanistycznego w Siedlcach, gdzie prowadzi genetykę dla studentów kierunków medycznych. Ponadto koordynuje i nadzoruje rozwój Laboratorium Biologii Molekularnej w Instytucie Nauk o Zdrowiu. W czasie swojej pracy naukowej nadzorowała i prowadziła liczne projekty naukowe i granty głównie z zakresu metod wielkoskalowych: mikromacierzy i sekwencjonowania następnej generacji.
Jest współautorką ponad 60 oryginalnych prac,, głównie związanych z patogenezą chorób.

## Zakres badań
Główne zainteresowania naukowe związane są z ekspresją genów w patogenezie i leczeniu nowotworów. Swoje prace naukowe koncentruje głównie na poszukiwaniu markerów molekularnych związanych z chorobami nowotworowymi i progresją nowotworową.